# Palatini
Palatini waren beweegelijke Romeinse veldlegers, die rechtstreeks onder het gezag van de keizers stonden. Deze legers ontstonden in de loop van de 5e eeuw toen de comitatenses in betekenis afnamen en de limitanei-grenstroepen in feite hadden afgedaan.